# Hendrix Lapierre
Hendrix Lapierre, född 18 februari 2002 i Gatineau i Québec, är en kanadensisk professionell ishockeyforward som spelar för Washington Capitals i National Hockey League (NHL). Han har tidigare spelat för Saguenéens de Chicoutimi i Ligue de hockey junior majeur du Québec (LHJMQ).
Lapierre draftades av Washington Capitals i första rundan i 2020 års draft som 22:a spelare totalt.

## Statistik
| 2015–2016    | Olympiques de Gatineau bantam AA    |              | 27 | 8  | 24 | 32 | 14 | —  | — | — | —  | — |
|              | Intrepide de l'Outaouais bantam AAA |              | 10 | 0  | 1  | 1  | 4  | —  | — | — | —  | — |
| 2016–2017    | Intrepide de l'Outaouais bantam AAA |              | 24 | 13 | 25 | 38 | 8  | —  | — | — | —  | — |
|              | Intrepide de Gatineau espoir        |              | 6  | 4  | 3  | 7  | 4  | —  | — | — | —  | — |
| 2017–2018    | L'Intrépide de Gatineau             | LHMAAAQ      | 35 | 17 | 40 | 57 | 6  | 9  | 4 | 6 | 10 | 8 |
| 2018–2019    | Saguenéens de Chicoutimi            | LHJMQ        | 48 | 13 | 32 | 45 | 18 | 4  | 3 | 2 | 5  | 2 |
| 2019–2020    | Saguenéens de Chicoutimi            | LHJMQ        | 19 | 2  | 15 | 17 | 10 | —  | — | — | —  | — |
| 2020–2021    | Saguenéens de Chicoutimi            | LHJMQ        | 21 | 8  | 23 | 31 | 12 | 9  | 5 | 7 | 12 | 4 |
| 2021–2022    | Washington Capitals                 | NHL          | 1  | 1  | 0  | 1  | 2  | —  | — | — | —  | — |
| NHL totalt   | NHL totalt                          | NHL totalt   | 1  | 1  | 0  | 1  | 2  | —  | — | — | —  | — |
| LHJMQ totalt | LHJMQ totalt                        | LHJMQ totalt | 88 | 23 | 70 | 93 | 40 | 13 | 8 | 9 | 17 | 6 |

### Internationellt
| Källa: Uppdaterad: 2021-10-14 | Källa: Uppdaterad: 2021-10-14 | Källa: Uppdaterad: 2021-10-14 |         | Utv = Utvisningsminuter | Utv = Utvisningsminuter | Utv = Utvisningsminuter | Utv = Utvisningsminuter | Utv = Utvisningsminuter |
| År                            | Lag                           | Mästerskap                    | Matcher | Mål                     | Assists                 | Poäng                   | Utv                     |                         |
| ----------------------------- | ----------------------------- | ----------------------------- | ------- | ----------------------- | ----------------------- | ----------------------- | ----------------------- | ----------------------- |
| 2019                          | Kanada                        | Hlinka Gretzky                | 5       | 3                       | 8                       | 11                      | 4                       |                         |
| Junior totalt                 | Junior totalt                 | Junior totalt                 | 5       | 3                       | 8                       | 11                      | 4                       |                         |